# Leina (Häädemeeste)
Leina is een plaats in de Estlandse gemeente Häädemeeste, provincie Pärnumaa. De plaats heeft de status van dorp (Estisch: küla).
Tot in oktober 2017 lag Leina in de gemeente Tahkuranna. In die maand werd Tahkuranna bij Häädemeeste gevoegd.

## Bevolking
Het dorp had 47 inwoners op 31 december 2011 en 61 inwoners op 31 december 2021.

## Ligging
Ten noorden van Leina ligt het natuurpark Uulu-Võiste maastikukaitseala (6,9 km²).
Bij Leina ligt het sport- en fitnesscentrum Jõulumäe Tervisespordikeskus, dat faciliteiten biedt voor diverse sporten, voor een deel in de open lucht. Een kampeerterrein maakt deel uit van het complex.

## Geschiedenis
Leina werd pas rond 1900 voor het eerst genoemd als Лейна (Leina in cyrillisch schrift), een dorp op het landgoed van Tahkuranna. In de jaren dertig werd de plaats ook Tahkuranna-Leina genoemd. De naam gaat terug op een eigennaam.

## Afbeeldingen

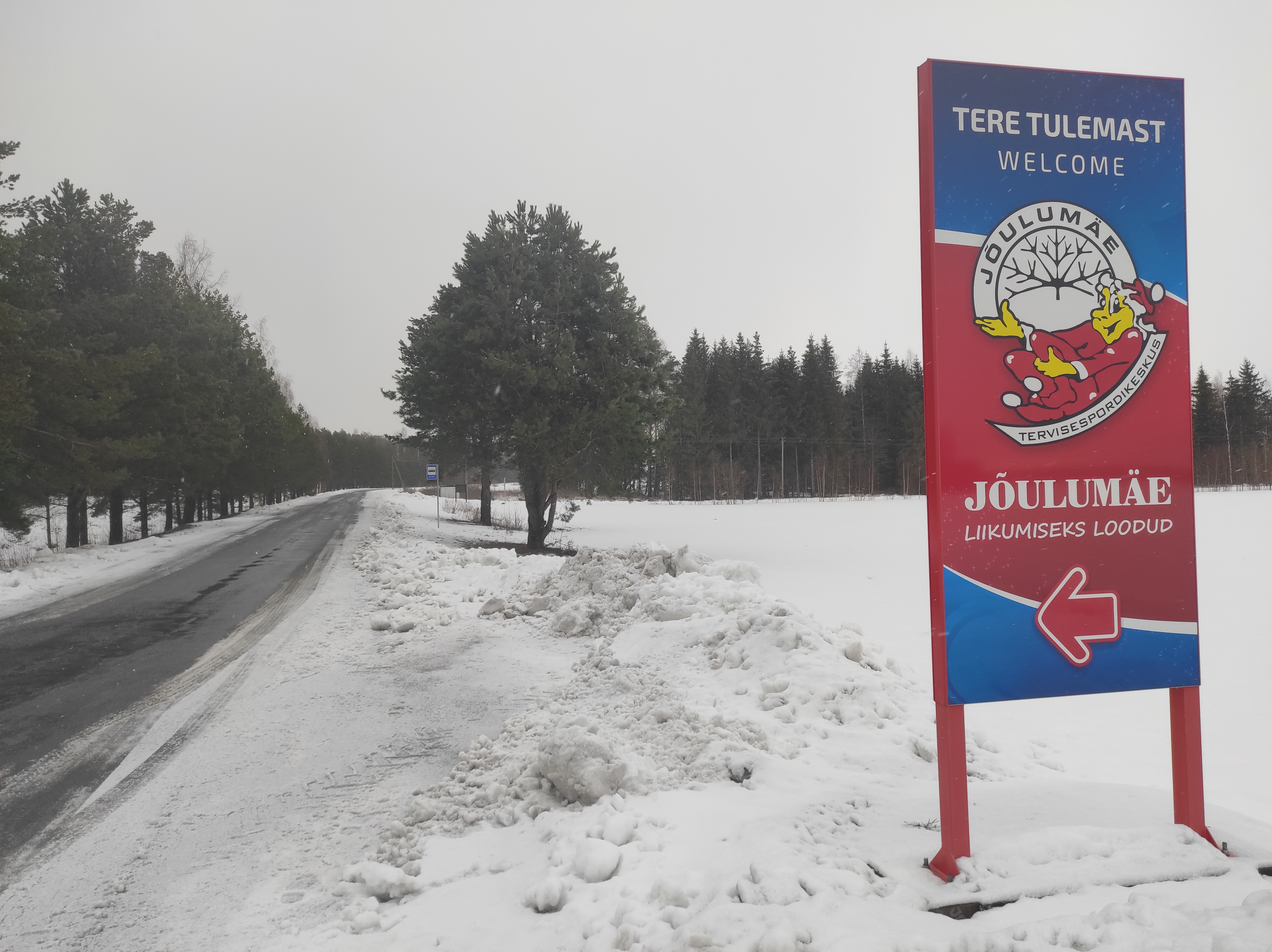